# Lupinus texensis
Lupinus texensis (eng: Texas bluebonnet), är en ärtväxtart som beskrevs av William Jackson Hooker. Den är endemisk i Texas. Lupinus texensis ingår i släktet lupiner, och familjen ärtväxter. IUCN kategoriserar arten globalt som livskraftig. Inga underarter finns listade i Catalogue of Life.

## Bildgalleri

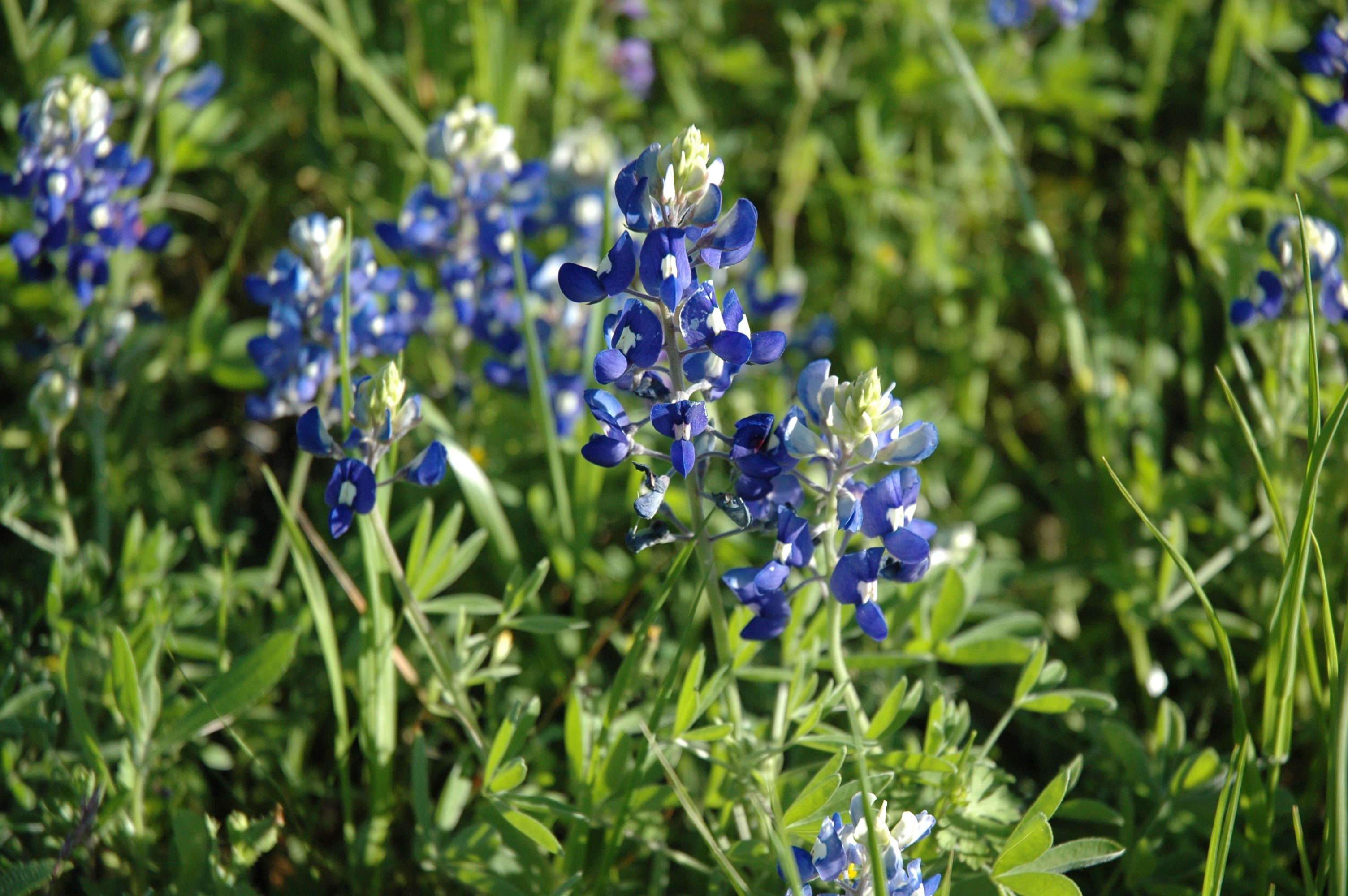
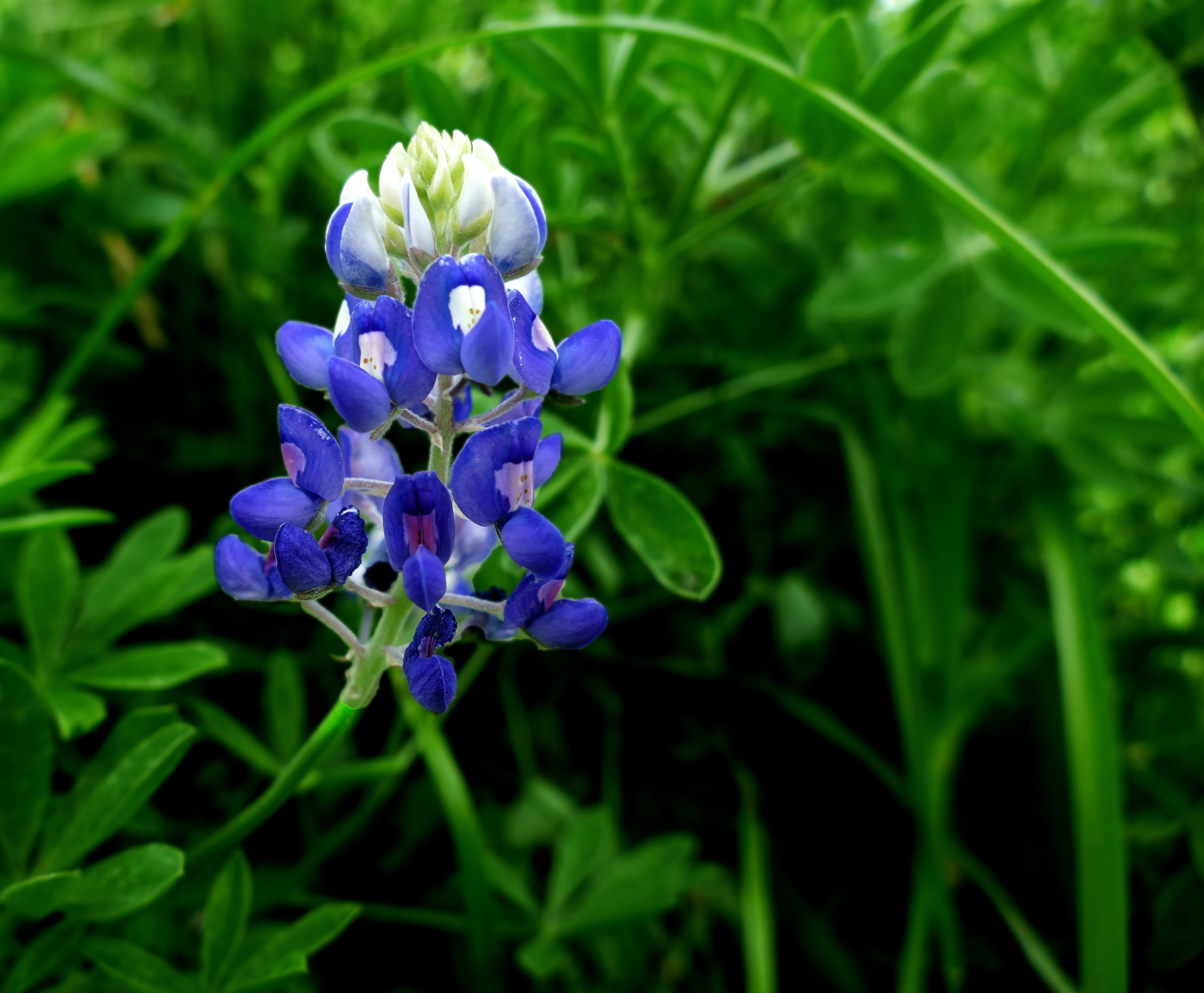
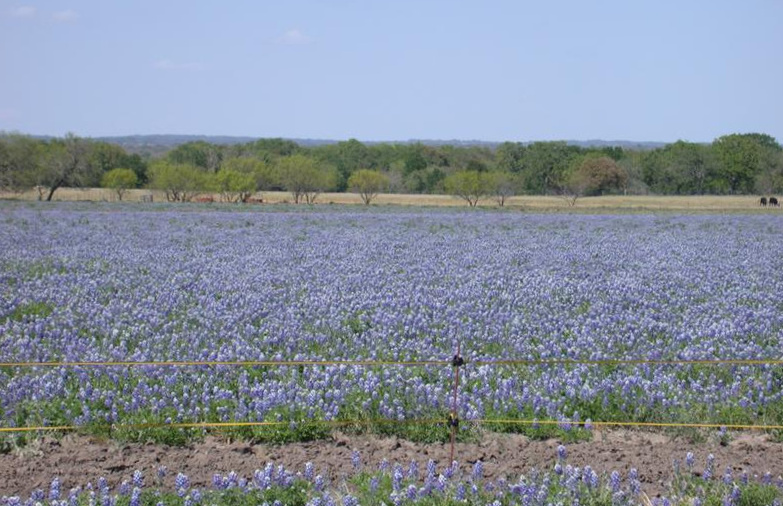
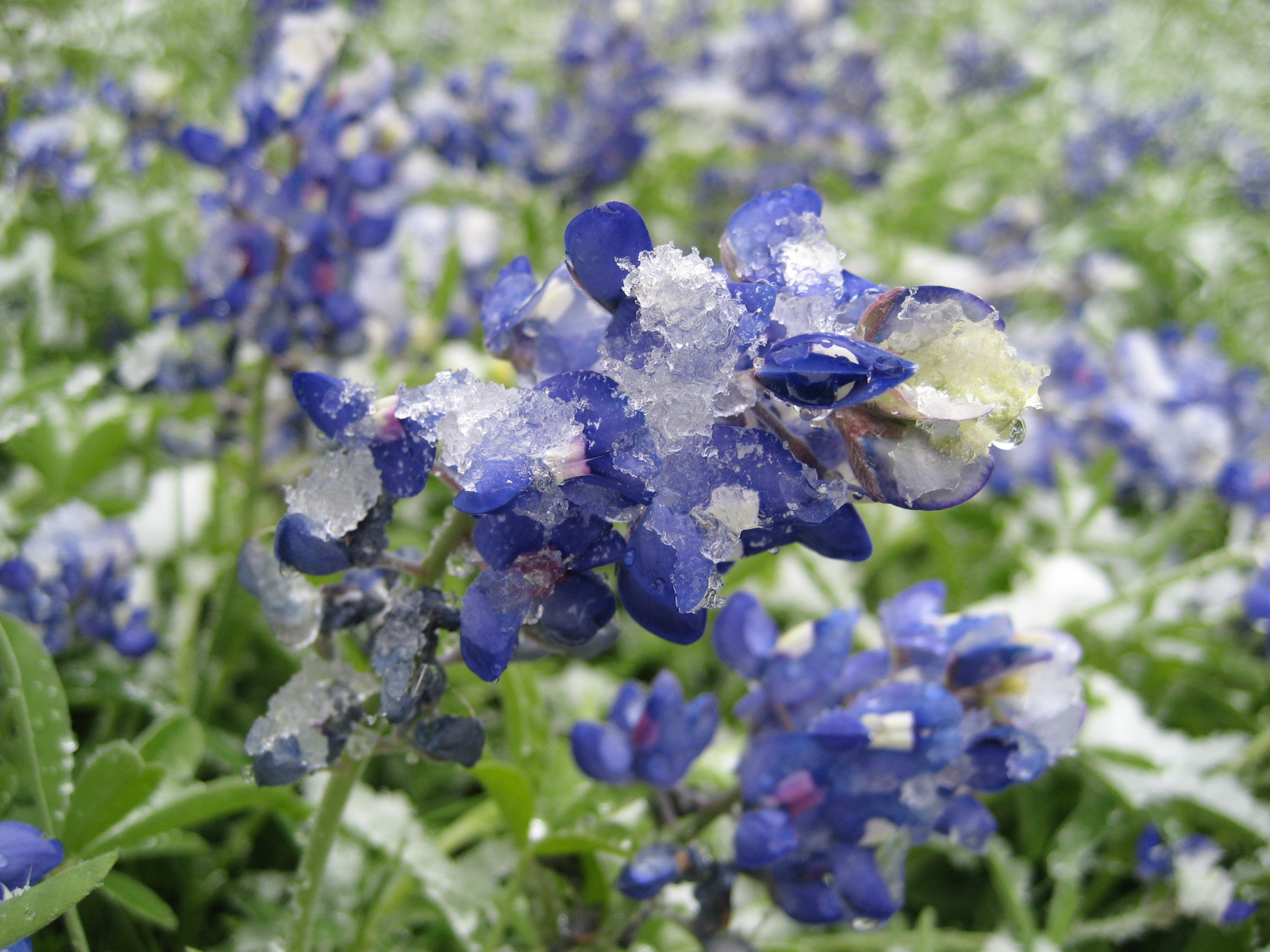
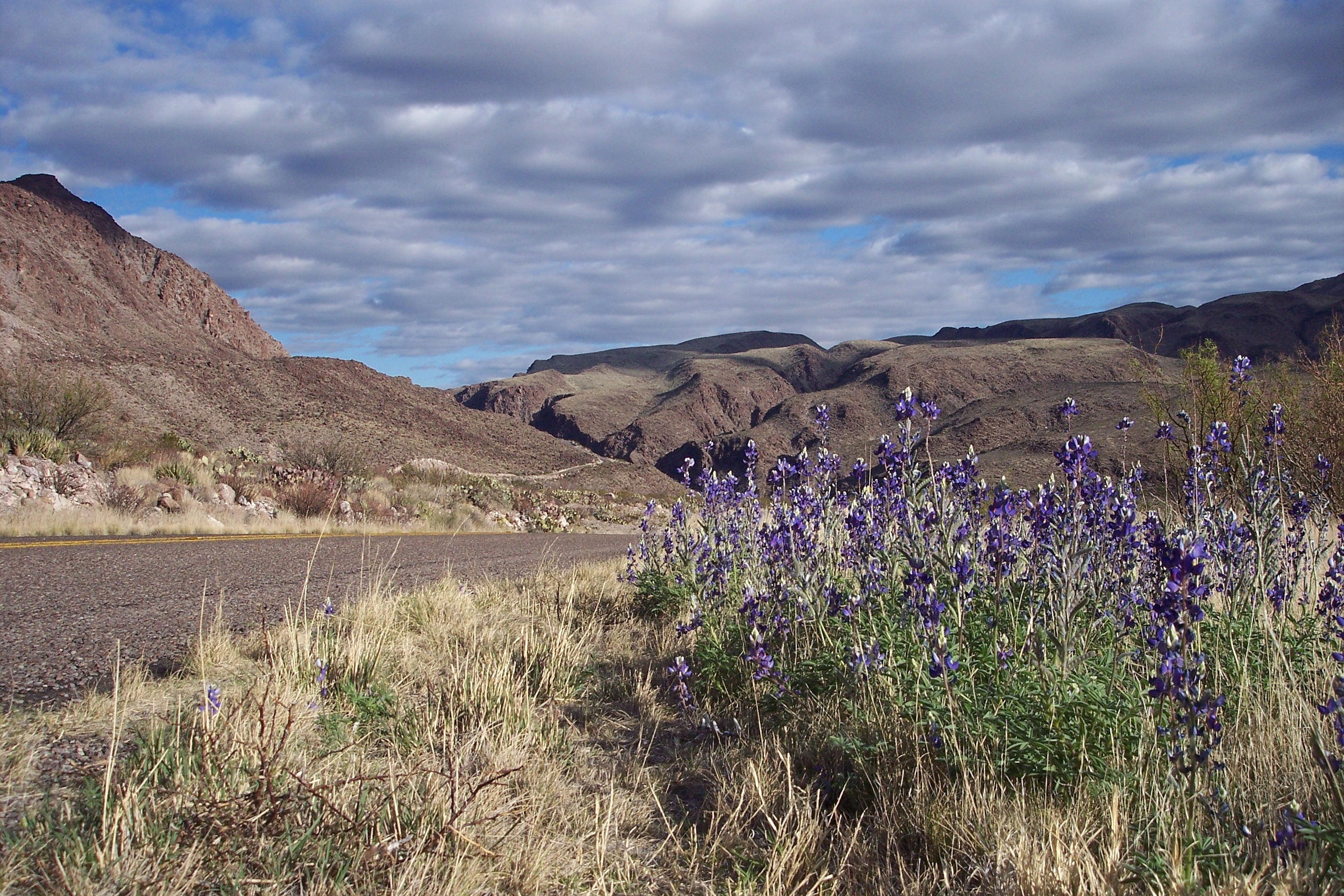
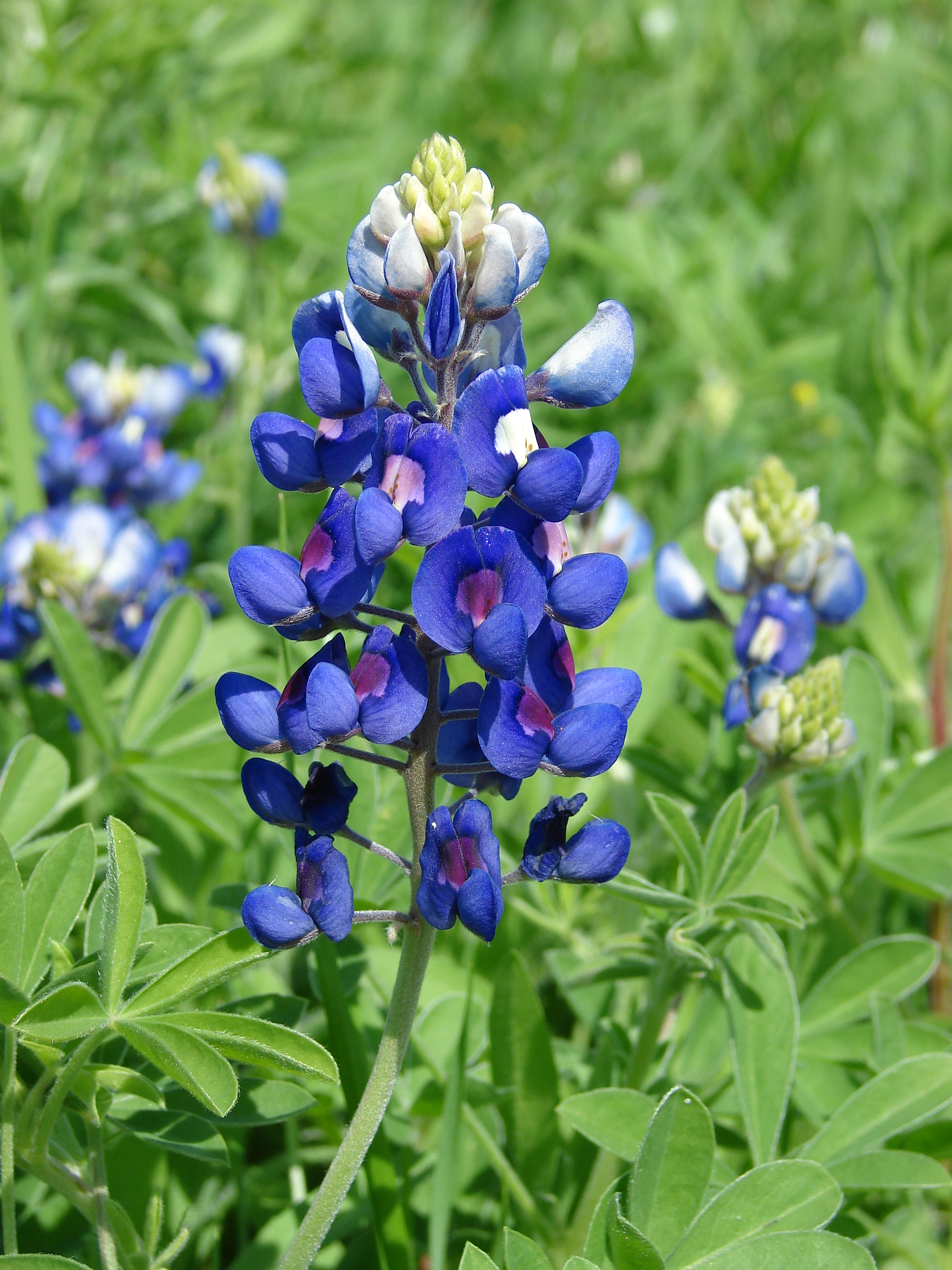
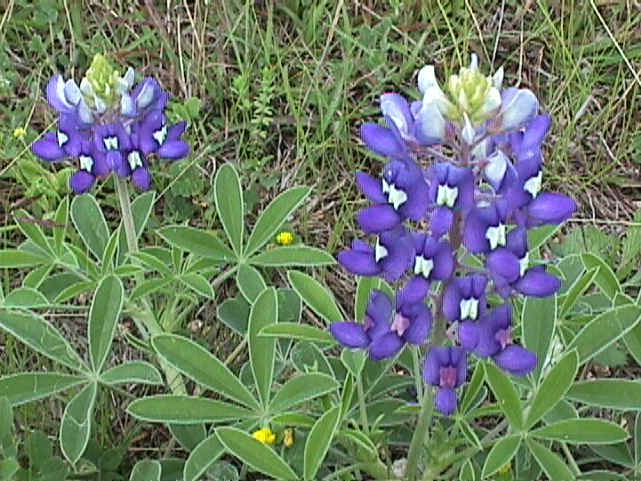